# Pasłęka
Il Pasłęka è un fiume che attraversa la Polonia, ha una lunghezza di 169 chilometri.